# Maison du IV de Chiffre
La maison du Quatre de Chiffre ou maison du IV de Chiffre  est l'une des plus anciennes demeures d'Avignon, située à l'angle de la rue des Teinturiers et de la rue Guillaume Puy. Cette maison gothique, édifiée en 1493, comportait un « IV de Chiffre » sculpté entre les trois fenêtres du premier étage. Ces sigles, aujourd'hui disparus lors d'une restauration, ont été relevés dans le no 53 de « La Farandole », revue avignonnaise parue le 21 octobre 1913.

## Histoire
Cette maison est une des rares maisons du Moyen Âge qui subsistent à Avignon. Elle portait dans un petit cartouche sa date de construction : 1493. Elle a subi plusieurs aménagements faits au XVIIIe et XIXe siècles. Son fronton crénelé et ses tourelles d'angle lui ont conservé son aspect gothique tardif. Les étages sont desservis par un escalier à vis en saillie sur la façade de la cour intérieure. Un grand salon occupe presque tout le premier étage avec une cheminée monumentale et un plafond en bois avec des poutres de 90 cm de hauteur.
La maison a été inscrite au titre des monuments historiques le 20 mai 1927.

### Le IV de Chiffre
La maison est décorée de plusieurs Quatre de chiffre, un monogramme qui devait être une marque commerciale, qui sont maintenant quasi illisibles.
Ce sigle reste mystérieux. Il a pourtant été largement utilisé sur des sculptures, tapisseries, sceaux, cartes à jouer, poteries, instruments de musique, lieux de cultes catholiques, monogrammes d'artistes, de notaires, de négociants, de drapiers, de maçons ou de lapidaires.
Il représente un cœur stylisé empalé par le haut d'un dard orné successivement d'une croix de Saint-André puis d'une croix de Lorraine. À l'intérieur du cœur il est barré par un segment borné à chaque extrémité par un petit piton.
Le chiffre 4 ou IV, était utilisé comme talisman contre la peste à l'époque Médiévale.

Selon René Guénon :
"Il ne nous paraît pas douteux, en effet, qu’il s’agit avant tout d’un symbole quaternaire, non pas tant à cause de sa ressemblance avec le chiffre 4, qui pourrait en somme n’être qu’« adventice » en quelque sorte, que pour une autre raison plus décisive : ce chiffre 4, dans toutes les marques où il figure, a une forme qui est exactement celle d’une croix dont l’extrémité supérieure de la branche verticale et une des extrémités de la branche horizontale sont jointes par une ligne oblique ; or, il n’est pas contestable que la croix, sans préjudice de toutes ses autres significations, est essentiellement un symbole du quaternaire. Ce qui confirme encore cette interprétation, c’est qu’il y a des cas où le « quatre de chiffre », dans son association avec d’autres symboles, tient manifestement une place qui est occupée par la croix dans d’autres figurations plus habituelles, identiques à celles-là à l’exception de cette seule différence ; il en est notamment ainsi quand le « quatre de chiffre » se rencontre dans la figure du « globe du Monde », ou encore quand il surmonte un cœur, ainsi qu’il arrive surtout fréquemment dans des marques d’imprimeurs*."

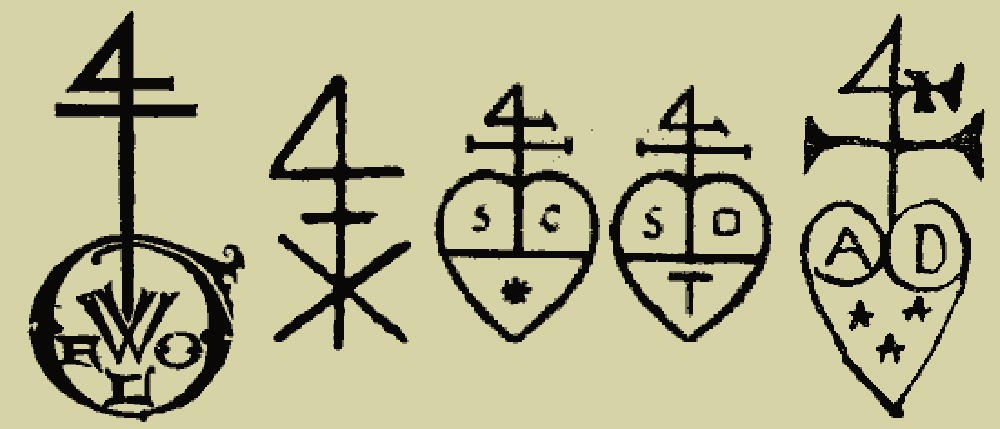
Différents quatre de chiffre

*Le cœur surmonté d’une croix est naturellement, dans l’Iconographie chrétienne, la représentation du « Sacré-Cœur », qui est d’ailleurs, au point de vue symbolique, une image du « Cœur du Monde » ; il est à remarquer que, le schéma géométrique du cœur étant un triangle dont la pointe est dirigée vers le bas, celui du symbole entier n’est autre que le symbole alchimique du soufre dans une position inversée, qui représente l’accomplissement du « Grand Œuvre ».

## Façade

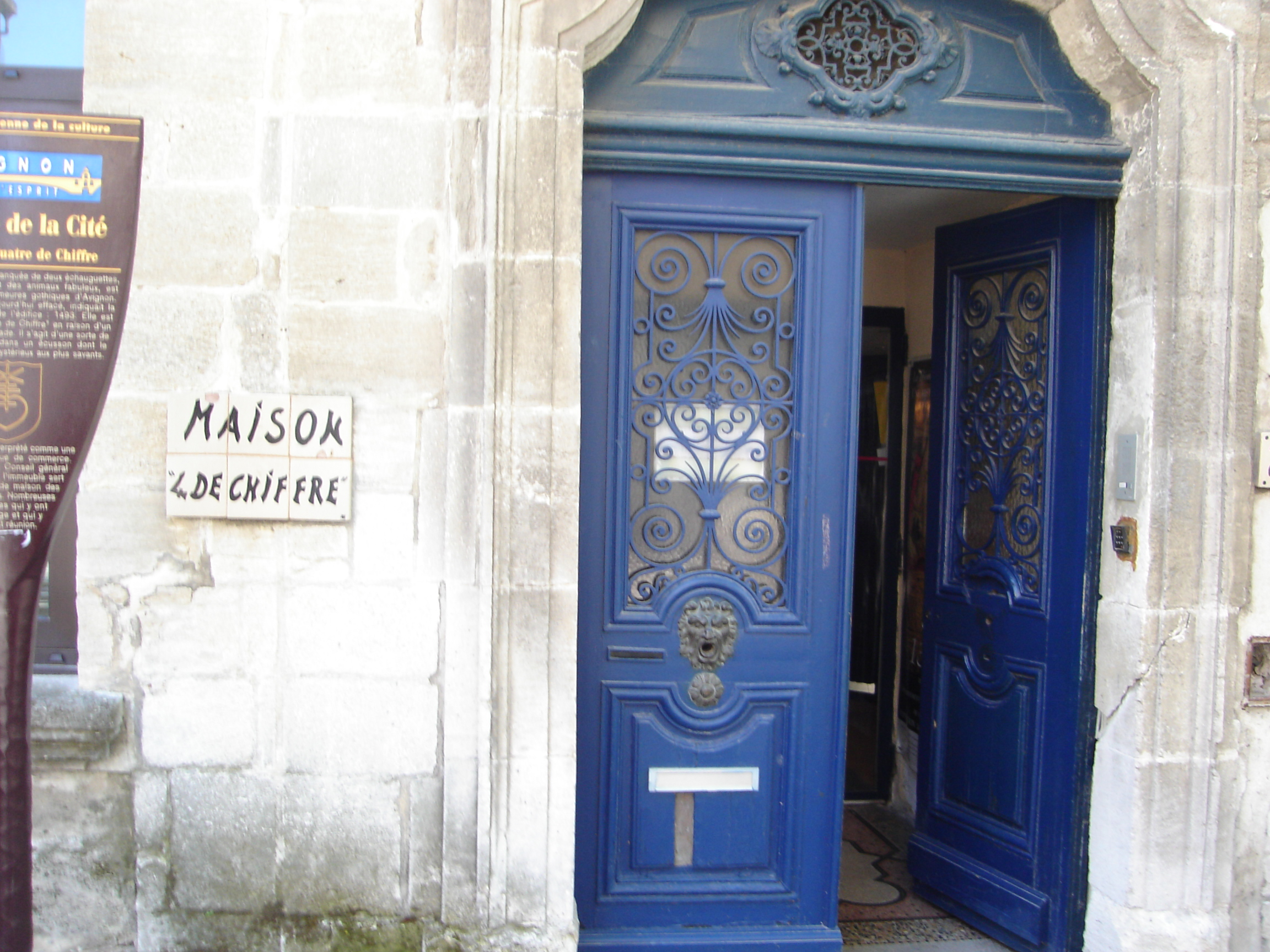
Porte entrée

Le rez-de-chaussée, accessible par une plateforme enjambant la Sorgue, s'ouvre par une porte et deux fenêtres. Le premier étage est éclairé par trois fenêtres qu'un meneau horizontal divise en section inégale. Au second étage les deux fenêtres sont surmontées d'un cordon fretté tandis que chaque extrémité comporte une échauguette. Sur la corniche terminale crenelée deux gargouilles servent à dégorger l'eau de pluie recueillie par la toiture.

## Intérieur
L'ensemble de la maison jusqu'au toit est desservi par un escalier à vis, dit visette. Au premier étage se trouvent des poutres de soutènement de 90 cm d'épaisseur et une monumentale cheminée gothique.

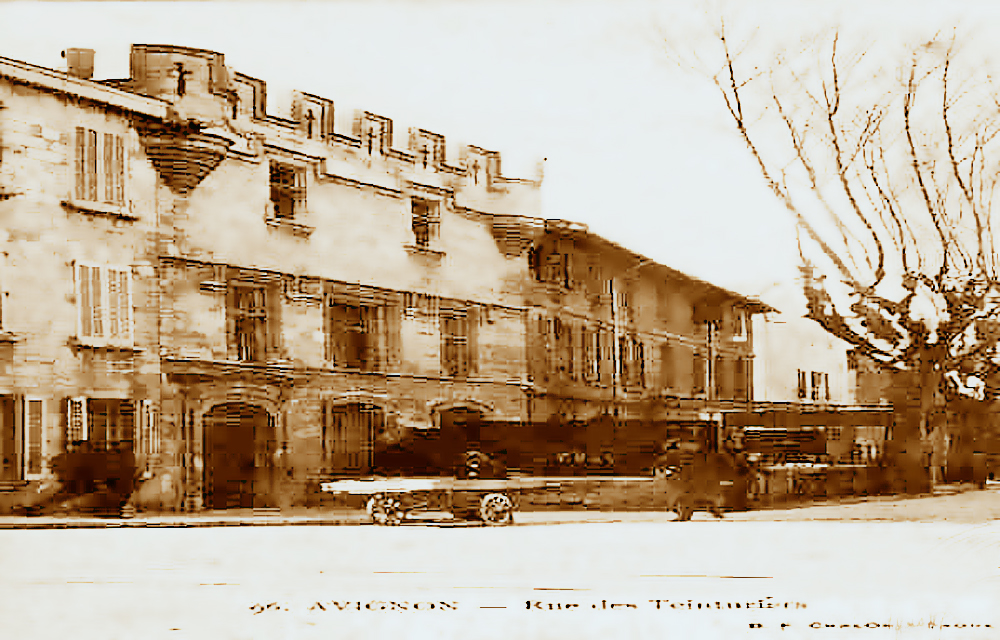
Maison du IV de Chiffre à la fin du XIXe siècle